# Fukuro-mujina
Œuvres principales
Hyakki Tsurezure Bukuro
La fukuro-mujina (袋狢) est un yōkai, créature du folklore japonais, transmis durant la période d’Édo dans le recueil d’illustrations Hyakki Tsurezure Bukuro (百器徒然袋) de l’artiste Toriyama Sekien. 

## Description
Ce yōkai est caractérisé comme étant un mujina anthropomorphe. Au cours de la période Édo, le terme mujina désignant soit le tanuki soit le blaireau selon les régions, il y a donc une certaine ambiguïté quant à sa véritable identité animale, même si dans les descriptions actuelles, elle est plutôt associée à une blairelle .
Elle a de longs cheveux noirs et le maquillage aux sourcils en hikimayu, éléments caractéristiques des femmes de la noblesses. Elle est habillée d’un kimono, a un gros ventre rond et porte sur son dos un shuku-no-bukuro (祝の袋), un sac utilisé pour transporter des futons et autres objets destinés à l’usage des gardes de nuit. 
Ce yōkai sort des standards établis dans le folklore japonais : En général, ce sont les renards qui sont représentés sous une forme féminine, alors que les tanukis et les mujina sont représentés sous une forme masculine, bien souvent sous celle d’un moine bouddhiste. 
Toriyama Sekien déclare s’être inspiré Hyakki Yagyō Emaki datant de l’époque de muromachi, dans lequel parmi la grande quantité de monstres, est illustré, un yōkai ayant la forme de ce qui semblerait être une femme avec un visage déformé, semblable à celui d’un singe, aussi doté d’un ventre rebondit, portant un gros sac sur le dos, et dont les membres serait visiblement couvert de poils. C’est cette proximité visuelle qui justifie l'apparence féminine du fukuro-mujina dans l'œuvre de Sekien.

## Citation

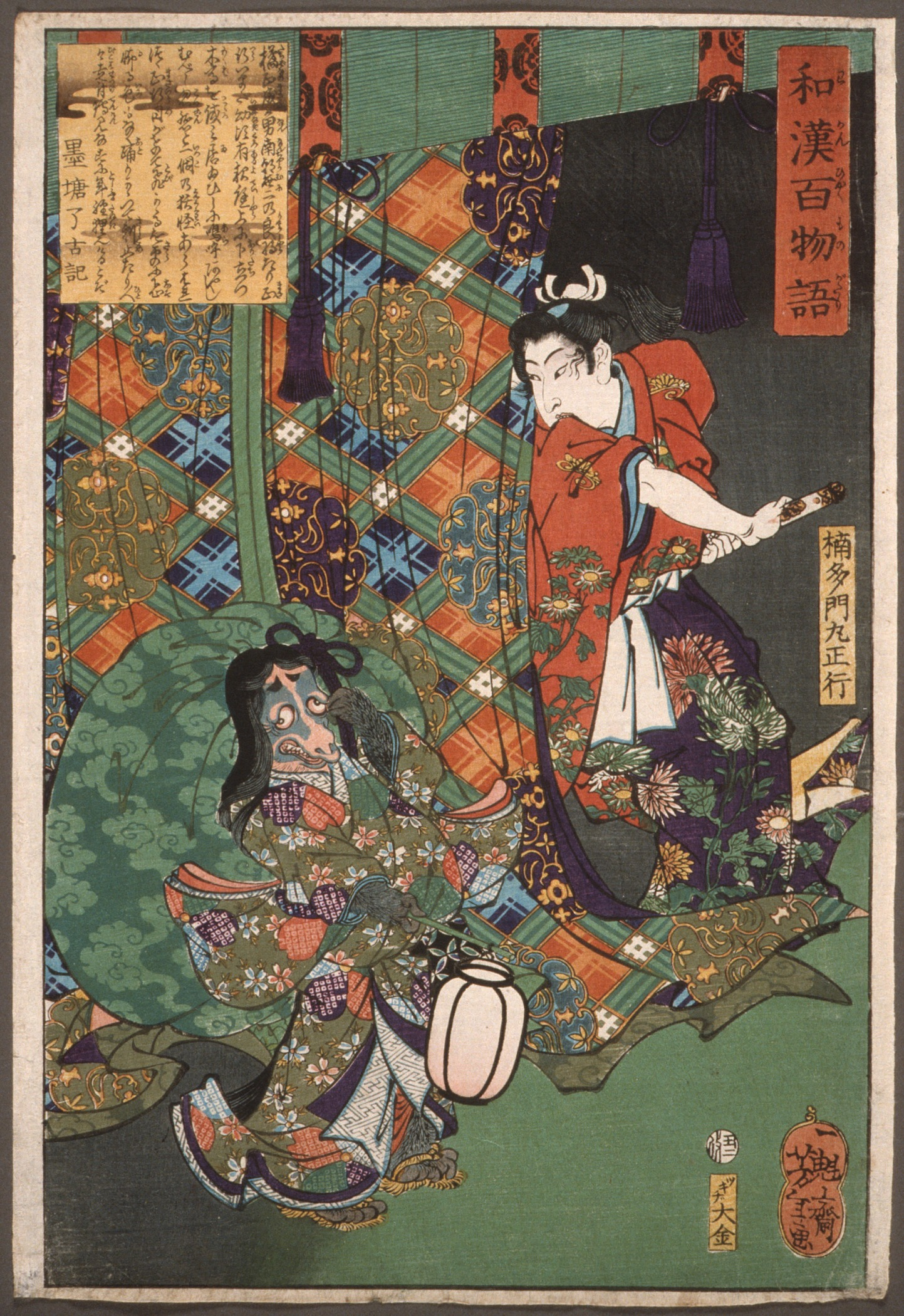
Kusunoki Tamonmaru Masatsura prenant au piège un fukuro-mujina

Dans la préface de son ouvrage Gazu Hyakki Yagyō, Sekien a déclaré s’inspirer des Hyakki Yagyō  anciens pour apporter sa propre vision et leur donner plus de consistance ». Pour cela, il a décidé d’ajouter à sa création lequel, un nom ainsi que la citation suivante :

« 穴のむじなの直をするとは おぼつかなきことのたとへにいへり
袋のうちのむじなも同じことながら 鹿を追ふ猟師のためには
まことに 袋のものをさぐるがごとくならんと、夢のうちにおもひぬ »

Traduction en Français : 

« Que le mujina soit dans son terrier ou bien au fond d’un sac, il en est une même chose, pour le chasseur du cerf.
C’est vraiment comme chercher quelque chose dans un sac, une pensée qui m'est venue en rêve. »

Cette citation, inspirée d’un ancien proverbe ana no mujina o jika o suru (穴のむじなの直をする) signifie “qu’il est difficile de discerner le comportement d’un mujina avant de l’avoir sorti de son terrier”. Cela sous-entend qu’il n’est pas possible de tenir un jugement éclairé sans avoir fait sa propre expérience du terrain,. Cette citation rappelle une autre expression idiomatique : toranu tanuki no kawa sanyō (捕らぬ狸の皮算用) « Calculer le prix de la peau du tanuki avant de l’avoir attrapé ». Sous-entendu qu’il n’est pas possible d’anticiper le résultat avant d’avoir fait l’expérience.
Cette citation s’inspire de ce proverbe et du yōkai du Hyakki Yagyō Emaki, pour créer quelque chose de nouveau basé sur un animal. Cependant dans le Hyakki Tsurezure Bukuro, la plupart des yōkai sont des tsukumogami, des objets prenant vie. Ce qui amène certains folkloristes à penser le fukuro-mujina serait en fait un sac qui aurait pris vie, se transformant en animal qui lui même se transformerait en humain, ce qui correspondrait justement au sens de la citation.  